# Aorangia otira
Aorangia otira là một loài nhện trong họ Amphinectidae. Loài này phân bố ở New Zealand.